# Elodimyia tricincta
Elodimyia tricincta är en tvåvingeart som beskrevs av Louis-Paul Mesnil 1952. Elodimyia tricincta ingår i släktet Elodimyia och familjen parasitflugor. Inga underarter finns listade i Catalogue of Life.